# ماهیانگانا (استان شرقی)
ماهیانگانا (به لاتین: Mahiyangana) یک منطقهٔ مسکونی در سری‌لانکا است که در استان مرکزی (سری‌لانکا) واقع شده‌است.